# Coupe d'Afrique de rugby à XV de 2e division 2017
Navigation
Coupe d'Afrique 2 2016 Rugby Africa Regional Challenge 2018
Le Rugby Africa Regional Challenge 2017 est une compétition organisée par Rugby Afrique qui oppose les nations africaines de Deuxième Division.

## Format
Les participants à la compétition sont réparties en 4 poules : Groupe Ouest 1, Groupe Ouest 2, Groupe Centre et Groupe Sud. Une année sur deux, cette compétition se transforme en un tournoi de rugby à 7. L’autre année, généralement les millésimes impairs, c’est une compétition classique de rugby à 15.

## Équipes engagées
| Groupe Ouest 1 - Ghana - Togo - Bénin | Groupe Ouest 2 - Niger - Burkina Faso - Mali | Groupe Centre - Burundi - R.D.C. - Gabon | Groupe Sud - Lesotho - Malawi - Eswatini |

## Résultats du Groupe Ouest 1
Les matchs se disputent sous forme de tournoi organisé du 30 avril au 6 mai 2017.

### Détails des résultats
| 30 avril 2017 | Ghana | 46 - 5 (29 - 5) | Bénin | Accra (Ghana) |
| 30 avril 2017 |       |                 |       | Accra (Ghana) |
| 30 avril 2017 |       |                 |       | Accra (Ghana) |

| 3 mai 2017 | Bénin | 14 - 12 (7 - 7) | Togo | Accra (Ghana) |
| 3 mai 2017 |       |                 |      | Accra (Ghana) |
| 3 mai 2017 |       |                 |      | Accra (Ghana) |

| 6 mai 2017 | Ghana | 10 - 0 (5 - 0) | Togo | Accra (Ghana) |
| 6 mai 2017 |       |                |      | Accra (Ghana) |
| 6 mai 2017 |       |                |      | Accra (Ghana) |

### Classement
| Rang | Nation | J | V | N | D | Pm | Pe | Diff | Pts |
| ---- | ------ | - | - | - | - | -- | -- | ---- | --- |
| 1    | Ghana  | 2 | 2 | 0 | 0 | 56 | 5  | +51  | 9   |
| 3    | Bénin  | 2 | 1 | 0 | 1 | 19 | 58 | -39  | 4   |
| 2    | Togo   | 2 | 0 | 0 | 2 | 12 | 24 | -12  | 1   |

|  | Vainqueur (no 1). |

## Résultats du Groupe Ouest 2
Les matchs se disputent sous forme de tournoi organisé du 18 mai au 27 mai 2017 à Niamey, au Niger.

### Détails des résultats
| 18 mai 2017 | Burkina Faso | 10 - 10 (5 - 5) | Niger        | Niamey (Niger) |
| 18 mai 2017 | Essai(s) : 2 |                 | Essai(s) : 2 | Niamey (Niger) |
| 18 mai 2017 |              |                 |              | Niamey (Niger) |

| 21 mai 2017 | Mali                         | 8 - 14 (5 - 6) | Burkina Faso                 | Niamey (Niger) |
| 21 mai 2017 | Essai(s) : 1 Pénalité(s) : 1 |                | Essai(s) : 1 Pénalité(s) : 3 | Niamey (Niger) |
| 21 mai 2017 |                              |                |                              | Niamey (Niger) |

| 24 mai 2017 | Niger        | 5 - 18 (0 - 12) | Mali                                               | Niamey (Niger) |
| 24 mai 2017 | Essai(s) : 1 |                 | Essai(s) : 2 Transformation(s) : 1 Pénalité(s) : 2 | Niamey (Niger) |
| 24 mai 2017 |              |                 |                                                    | Niamey (Niger) |

### Classement
| Rang | Nation       | J | V | N | D | Pm | Pe | Diff | Pts |
| ---- | ------------ | - | - | - | - | -- | -- | ---- | --- |
| 1    | Burkina Faso | 2 | 1 | 1 | 0 | 24 | 18 | +6   | 6   |
| 2    | Mali         | 2 | 1 | 0 | 1 | 26 | 19 | +7   | 5   |
| 3    | Niger        | 2 | 0 | 1 | 1 | 15 | 28 | -13  | 2   |

|  | Vainqueur (no 1). |

## Résultats du Groupe Centre
Les matchs se disputent sous forme de tournoi organisé du 1 octobre au 7 octobre 2017.

### Détails des résultats
| 1er octobre 2017 | Burundi | - | R.D.C. |  |
| 1er octobre 2017 |         |   |        |  |
| 1er octobre 2017 |         |   |        |  |

| 4 octobre 2017 | R.D.C. | - | Gabon |  |
| 4 octobre 2017 |        |   |       |  |
| 4 octobre 2017 |        |   |       |  |

| 7 octobre 2017 | Gabon | - | Burundi |  |
| 7 octobre 2017 |       |   |         |  |
| 7 octobre 2017 |       |   |         |  |

### Classement
| Rang | Nation   | J | V | N | D | Pm | Pe | Diff | Pts |
| ---- | -------- | - | - | - | - | -- | -- | ---- | --- |
| 1    | Burundi  | 0 | 0 | 0 | 0 | 0  | 0  | 0    | 0   |
| 2    | RD Congo | 0 | 0 | 0 | 0 | 0  | 0  | 0    | 0   |
| 3    | Gabon    | 0 | 0 | 0 | 0 | 0  | 0  | 0    | 0   |

|  | Vainqueur (no 1). |

## Résultats du Groupe Sud
Les matchs se disputent sous forme de tournoi organisé du 15 octobre au 21 octobre 2017.

### Détails des résultats
| 15 octobre 2017 | Lesotho | 60 - 5 | Eswatini |  |
| 15 octobre 2017 |         |        |          |  |
| 15 octobre 2017 |         |        |          |  |

| 18 octobre 2017 | Eswatini | 25 - 11 | Malawi |  |
| 18 octobre 2017 |          |         |        |  |
| 18 octobre 2017 |          |         |        |  |

| 21 octobre 2017 | Lesotho | 67 - 3 | Malawi |  |
| 21 octobre 2017 |         |        |        |  |
| 21 octobre 2017 |         |        |        |  |

### Classement
| Rang | Nation   | J | V | N | D | Pm  | Pe | Diff | Pts |
| ---- | -------- | - | - | - | - | --- | -- | ---- | --- |
| 1    | Lesotho  | 2 | 2 | 0 | 0 | 127 | 8  | +119 | 10  |
| 2    | Eswatini | 2 | 1 | 0 | 1 | 30  | 71 | -41  | 4   |
| 3    | Malawi   | 2 | 0 | 0 | 2 | 14  | 92 | -78  | 0   |

|  | Vainqueur (no 1). |